# گمینا تلاتن
گمینا تلاتن (به لهستانی:  Gmina Telatyn) یک گمینا در لهستان است که در شهرستان توماشوف لوبلسکی واقع شده‌است. گمینا تلاتن ۱۰۹٫۶۶ کیلومتر مربع مساحت و ۴٬۲۵۲ نفر جمعیت دارد.